# 平取事件
平取事件（びらとりじけん）とは、1979年（昭和54年）7月18日に北海道沙流郡平取町振内町で発生した殺人事件。男O（事件当時35歳）がライフル銃を発砲し幼児を含む一家4人を殺害した。

## 事件概要
事件当日夜、犯人Oは被害者宅を訪れ、被害者Aから買い入れた狐毛皮代金支払いの猶予を求めたが、Aが暴力団と関係があり、かつ厳しく問い詰めてきた上、Aに貸し出すためOが持参した22口径自動式ライフル銃をAがOの胸元で振り回したため恐怖感にかられ、ライフル銃を奪いAの頭部を１発撃ち、続けてAの妻B、Aの子C（当時2歳）それぞれの頭部を1発ずつ撃った。Oは2階に上がり、逃げようとしたAの子Dの頭部を1発撃った。その後、倒れた4人全員の頭部にAとBには2発ずつ、CとDには1発ずつ撃ち込み殺害した。

## 捜査
捜査本部は事件直後から犯人Oを被疑者の1人としていたが、物的証拠が無く捜査は難航する。1980年9月末、別事件の犯人の供述から、事件前にOがライフル銃の試射や密猟のために撃った薬莢・弾丸を発見し、犯行現場に残された物と同じ製品かつ、同じ銃から発射された物と特定。事件から1年4ヶ月後の1980年11月15日朝にOを逮捕した。
犯人Oはライフル銃を洞爺湖に捨てたと供述したが、警察の捜索では発見されなかった。
犯行に使われたのはウェザビー社製22口径自動式ライフル銃（22ロングライフル弾）とされている。事件当時既に22口径ライフル銃での狩猟は違法であったが、Oが密猟のため違法に所持していた。

## 裁判・獄死
凶器が見つかっておらず、現場にOが居た物的証拠も無いこと等から独自に弁護団が作られたが、被告人Oは裁判で供述を拒否し、1984年3月23日、札幌地方裁判所（安藤正博裁判長）にて死刑判決。
量刑不当で控訴するも、1987年5月19日、札幌高等裁判所（水谷富茂人裁判長）にて被告Oの控訴棄却の判決。
1993年12月10日、最高裁判所第三小法廷（大野正男裁判長）にて被告Oの上告棄却の判決。21日に死刑確定者（死刑囚）となった。
1999年11月8日午前9時半ごろ、収監先の札幌拘置支所の浴槽内にて、安全剃刀の刃を抜き取り右首の静脈と左手首を切り自殺した（55歳没）。

## 関連書籍
- 佐野洋『静かすぎる被告人』光文社、1985年。ISBN 9784334970390